# Pustków (województwo podkarpackie)

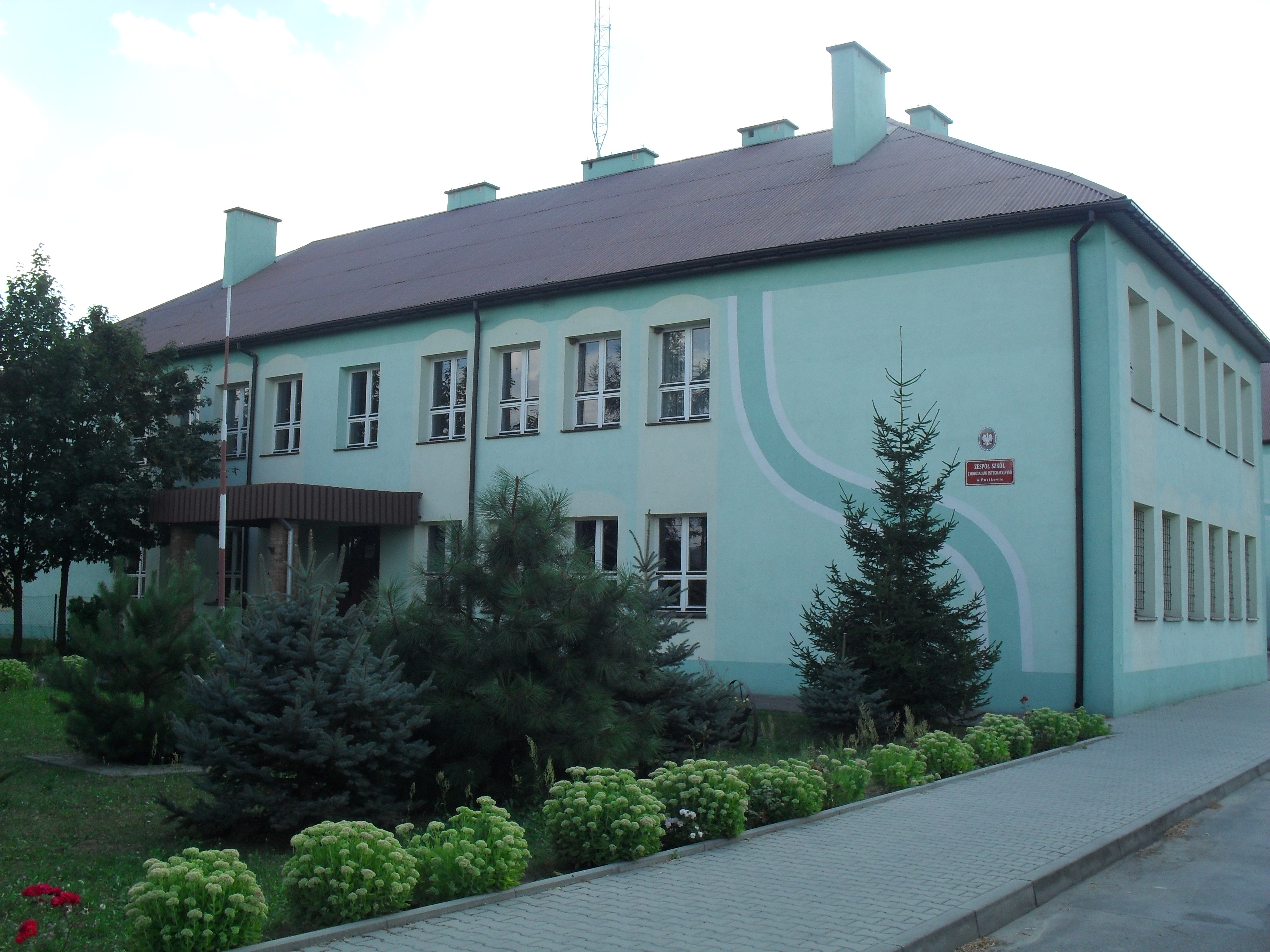
Zespół Szkół z Oddziałami Integracyjnymi w Pustkowie

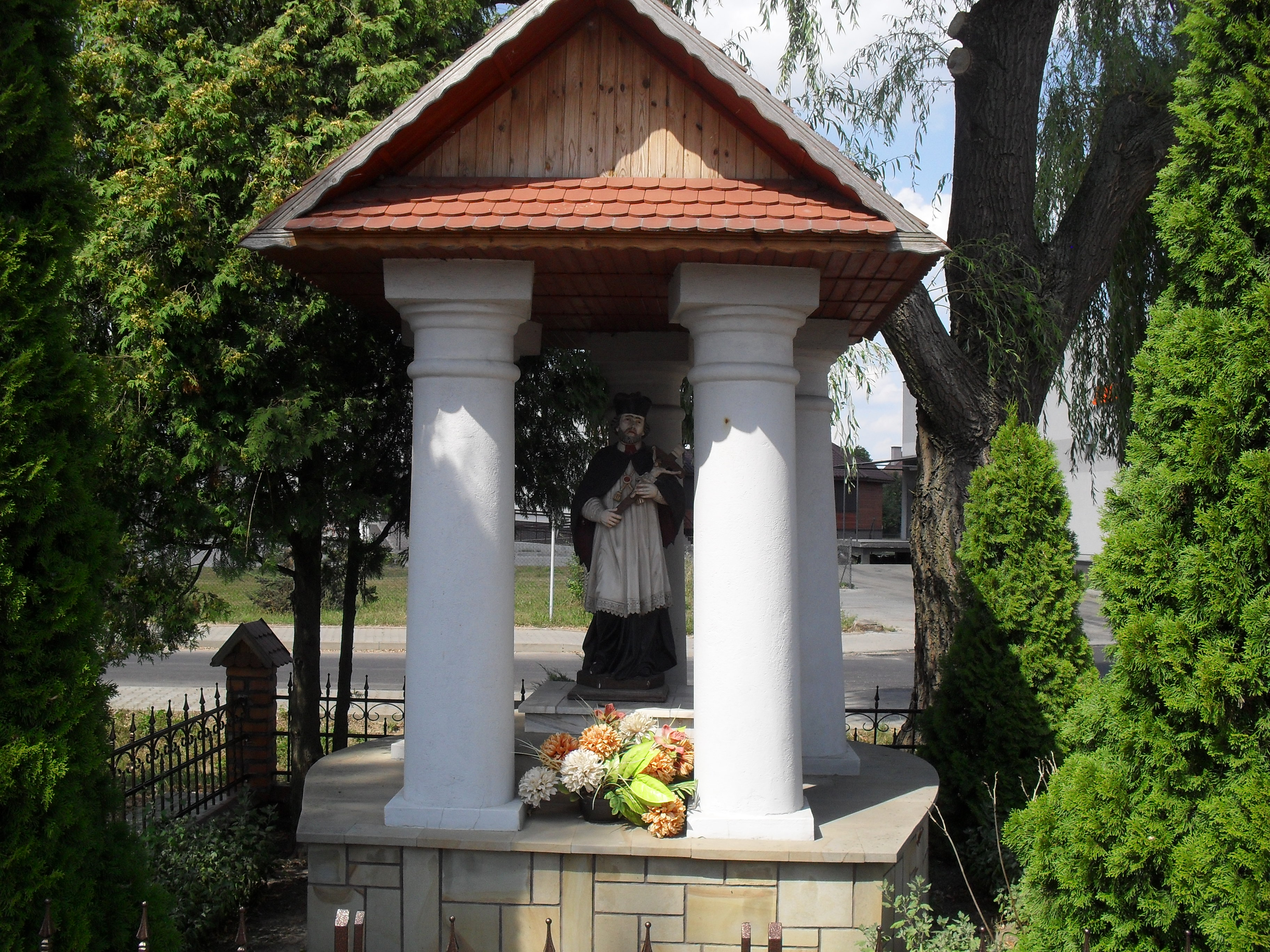
Figurka św. Jana Nepomucena w Pustkowie

Pustków – wieś w Polsce, położona w województwie podkarpackim, w powiecie dębickim, w gminie Dębica.
Na terenie miejscowości funkcjonują dwa sołectwa: Pustków Wieś i Pustków Krownice.
Wieś w powiecie pilzneńskim w województwie sandomierskim w XVI wieku była własnością kasztelana  rozpierskiego Mikołaja Przedbora Koniecpolskiego. W latach 1975–1998 miejscowość położona była w województwie tarnowskim.

## Integralne części wsi
| SIMC    | Nazwa       | Rodzaj    |
| ------- | ----------- | --------- |
| 0818545 | Błonie      | część wsi |
| 0818551 | Bródki      | część wsi |
| 0818568 | Budy        | część wsi |
| 0818574 | Gać         | część wsi |
| 0818580 | Kamajówka   | część wsi |
| 0818597 | Kochanówka  | część wsi |
| 0818605 | Korzeniówek | część wsi |
| 0818611 | Krownice    | część wsi |
| 0818628 | Łęg         | część wsi |
| 0818634 | Męciszów    | część wsi |
| 0818640 | Podlesie    | część wsi |
| 0818657 | Rudki       | część wsi |
| 0818663 | Strachów    | część wsi |
| 0818670 | Zamoście    | część wsi |
| 0818686 | Zastawie    | część wsi |

## Geografia
Pustków położony jest na prawym brzegu rzeki Wisłoki na granicy Kotliny Sandomierskiej i Pogórza Karpackiego. Przez Pustków przechodzi droga wojewódzka nr 985 Dębica – Tarnobrzeg.
Liczy około 3000 mieszkańców i jest jedną z większych wsi w powiecie dębickim. Znaczna część ludności zajmuje się rolnictwem, choć większość pracuje również w okolicznych zakładach pracy.
Do 2000 roku częścią Pustkowa był Pustków-Osiedle. Przed II wojną światową do Pustkowa należały także Wielącza i Wólka, obecnie części Brzeźnicy.

## Historia
Początki miejscowości sięgają XII–XIII wieku. Na terenie dzisiejszego Pustkowa istniała wówczas osada Czerwone Jabłuszko, która została spalona podczas najazdów tatarskich. Osadę odbudowano nadając jej nową nazwę Pustków. W ciągu wieków była kilkakrotnie pustoszona przez Tatarów, Węgrów, Litwinów, Rusinów i Szwedów. W 1846 roku doszło do zamieszek związanych z rabacją galicyjską. W czasie I wojny światowej Pustków został w dużej mierze zniszczony, co przyczyniło się do dalszego pogorszenia sytuacji materialnej mieszkańców. W 1922 roku rozparcelowano istniejący tu majątek Tomasza Romera h. Jelita (1861–1925) z Woli Ocieckiej, a chłopom sprzedano działki.
Rozwój gospodarczy miejscowości rozpoczął się w latach trzydziestych XX wieku, kiedy to w ramach inwestycji Centralnego Okręgu Przemysłowego rozpoczęto wznoszenie zakładów przemysłowych na terenie Pustkowa. W 1937 w lesie otaczającym wieś uruchomiona została fabryka tworzyw sztucznych „Lignoza” SA, produkująca także amunicję. Ponieważ w okolicy brakowało fachowców, sprowadzono liczne firmy budowlane. Dla zatrudnionych w fabryce robotników wybudowano bloki mieszkalne, co w połączeniu z licznymi sklepami nadało tej części wsi charakter miejski. Tak powstał Pustków-Osiedle. Pojawiły się pierwsze rowery, pracownicy posiadali także motocykle. Wzrosła materialna stopa życia, odbywały się niedzielne festyny i zabawy na wolnym powietrzu.
W czasie II wojny światowej Pustków-Osiedle był od 1940 ośrodkiem rozległego poligonu SS „Heidelager” („Ostpolen”, „Dębica”), na którym testowano broń rakietową V-1 i V-2. Ocenia się, że w czasie funkcjonowania poligonu w utworzonym na południe od niego u stóp Królowej Góry obozie Pustków zginęło i zostało zamordowanych ok. 15 000 więźniów: 7000 Żydów, 5000 jeńców radzieckich, 3000 Polaków.
Po wojnie istniejące zakłady wznowiły produkcję. Powstawać też zaczęły nowe. W roku 2000 Pustków-Osiedle oddzielił się od Pustkowa stając się osobną miejscowością. 
Z Pustkowa pochodził Adam Ocytko (1948–2022), dziennikarz polonijny i prezes Związku Klubów Polskich w Chicago. 

## Parafia
Pustków początkowo był częścią rzymskokatolickiej parafii w Brzeźnicy i w Przecławiu. W 1981 erygowano w Pustkowie parafię pod wezwaniem św. Józefa Rzemieślnika należącą do dekanatu Pustków-Osiedle. W 1982 roku dokonano pierwszego pochówku na nowo zbudowanym cmentarzu parafialnym. Pierwsze msze odbywały się w zbudowanej naprędce drewnianej kaplicy. Od roku 1986 istnieje tam kościół pw. świętego Józefa Rzemieślnika.

## Edukacja
Na terenie wsi znajduje się Zespół Szkół z Oddziałami Integracyjnymi składający się z:
1. Publicznego Przedszkola
2. Publicznej Szkoły Podstawowej z Oddziałami Integracyjnymi im. Marii Konopnickiej

## Sport
W 1954 roku został założony klub piłkarski Chemik Pustków, grający obecnie w klasie okręgowej.

Największym sukcesem klubu jest gra w III lidze w sezonach: 1976/77, 1977/78, 1978/79 oraz 1983/84.